# Сборная Колумбии по футболу (до 17 лет)
Сборная Колумбии по футболу до 17 лет (исп. Selección de fútbol sub-17 de Colombia) — национальная футбольная команда, представляющая Колумбию в юношеских международных турнирах, за которую имеют право выступать игроки возрастом 17 лет и младше. Сборная контролируется Колумбийской федерацией футбола. Главным тренером сборной является Эктор Карденас.
Наивысшим достижением сборной на юношеских чемпионатах мира является 4-е место, которое команда занимала в 2003 и 2009 годах. Также колумбийцы выигрывали Чемпионат Южной Америки для игроков до 17 лет в 1993 году.

## Статистика выступлений на турнирах

### Чемпионат мира (для игроков до 17 лет)
| Чемпионат мира (до 17 лет) | Чемпионат мира (до 17 лет) | Чемпионат мира (до 17 лет) | Чемпионат мира (до 17 лет) | Чемпионат мира (до 17 лет) | Чемпионат мира (до 17 лет) | Чемпионат мира (до 17 лет) | Чемпионат мира (до 17 лет) | Чемпионат мира (до 17 лет) |
| Год                        | Раунд                      | Место                      | И                          | П                          | Н                          | П                          | МЗ                         | МП                         |
| -------------------------- | -------------------------- | -------------------------- | -------------------------- | -------------------------- | -------------------------- | -------------------------- | -------------------------- | -------------------------- |
| 1985                       | Не прошли квалификацию     | Не прошли квалификацию     | Не прошли квалификацию     | Не прошли квалификацию     | Не прошли квалификацию     | Не прошли квалификацию     | Не прошли квалификацию     | Не прошли квалификацию     |
| 1987                       | Не прошли квалификацию     | Не прошли квалификацию     | Не прошли квалификацию     | Не прошли квалификацию     | Не прошли квалификацию     | Не прошли квалификацию     | Не прошли квалификацию     | Не прошли квалификацию     |
| 1989                       | Первый раунд               | 15-е                       | 3                          | 0                          | 1                          | 2                          | 3                          | 5                          |
| 1991                       | Не прошли квалификацию     | Не прошли квалификацию     | Не прошли квалификацию     | Не прошли квалификацию     | Не прошли квалификацию     | Не прошли квалификацию     | Не прошли квалификацию     | Не прошли квалификацию     |
| 1993                       | Первый раунд               | 14-е                       | 3                          | 1                          | 0                          | 2                          | 3                          | 6                          |
| 1995                       | Не прошли квалификацию     | Не прошли квалификацию     | Не прошли квалификацию     | Не прошли квалификацию     | Не прошли квалификацию     | Не прошли квалификацию     | Не прошли квалификацию     | Не прошли квалификацию     |
| 1997                       | Не прошли квалификацию     | Не прошли квалификацию     | Не прошли квалификацию     | Не прошли квалификацию     | Не прошли квалификацию     | Не прошли квалификацию     | Не прошли квалификацию     | Не прошли квалификацию     |
| 1999                       | Не прошли квалификацию     | Не прошли квалификацию     | Не прошли квалификацию     | Не прошли квалификацию     | Не прошли квалификацию     | Не прошли квалификацию     | Не прошли квалификацию     | Не прошли квалификацию     |
| 2001                       | Не прошли квалификацию     | Не прошли квалификацию     | Не прошли квалификацию     | Не прошли квалификацию     | Не прошли квалификацию     | Не прошли квалификацию     | Не прошли квалификацию     | Не прошли квалификацию     |
| 2003                       | 4-е место                  | 4-е                        | 6                          | 3                          | 2                          | 1                          | 14                         | 5                          |
| 2005                       | Не прошли квалификацию     | Не прошли квалификацию     | Не прошли квалификацию     | Не прошли квалификацию     | Не прошли квалификацию     | Не прошли квалификацию     | Не прошли квалификацию     | Не прошли квалификацию     |
| 2007                       | 1/8 финала                 | 13-е                       | 4                          | 1                          | 1                          | 2                          | 10                         | 7                          |
| 2009                       | 4-е место                  | 4-е                        | 7                          | 2                          | 3                          | 2                          | 8                          | 11                         |
| 2011                       | Не прошли квалификацию     | Не прошли квалификацию     | Не прошли квалификацию     | Не прошли квалификацию     | Не прошли квалификацию     | Не прошли квалификацию     | Не прошли квалификацию     | Не прошли квалификацию     |
| 2013                       | Не прошли квалификацию     | Не прошли квалификацию     | Не прошли квалификацию     | Не прошли квалификацию     | Не прошли квалификацию     | Не прошли квалификацию     | Не прошли квалификацию     | Не прошли квалификацию     |
| 2015                       | Не прошли квалификацию     | Не прошли квалификацию     | Не прошли квалификацию     | Не прошли квалификацию     | Не прошли квалификацию     | Не прошли квалификацию     | Не прошли квалификацию     | Не прошли квалификацию     |
| 2017                       | 1/8 финала                 | 11-е                       | 4                          | 2                          | 0                          | 2                          | 5                          | 7                          |
| 2019                       | Не прошли квалификацию     | Не прошли квалификацию     | Не прошли квалификацию     | Не прошли квалификацию     | Не прошли квалификацию     | Не прошли квалификацию     | Не прошли квалификацию     | Не прошли квалификацию     |
| Итого                      | 4-е место                  | 6/17                       | 27                         | 9                          | 7                          | 11                         | 43                         | 41                         |

### Чемпионат Южной Америки (для игроков до 17 лет)
| Чемпионат Южной Америки (до 17 лет) | Чемпионат Южной Америки (до 17 лет) | Чемпионат Южной Америки (до 17 лет) | Чемпионат Южной Америки (до 17 лет) | Чемпионат Южной Америки (до 17 лет) | Чемпионат Южной Америки (до 17 лет) | Чемпионат Южной Америки (до 17 лет) | Чемпионат Южной Америки (до 17 лет) | Чемпионат Южной Америки (до 17 лет) |
| Год                                 | Раунд                               | Место                               | И                                   | П                                   | Н                                   | П                                   | МЗ                                  | МП                                  |
| ----------------------------------- | ----------------------------------- | ----------------------------------- | ----------------------------------- | ----------------------------------- | ----------------------------------- | ----------------------------------- | ----------------------------------- | ----------------------------------- |
| 1985                                | Круговая система                    | 6-е                                 | 8                                   | 3                                   | 1                                   | 4                                   | 9                                   | 12                                  |
| 1986                                | Первый раунд                        | 8-е                                 | 4                                   | 1                                   | 1                                   | 2                                   | 5                                   | 5                                   |
| 1988                                | 3-е место                           | 3-е                                 | 7                                   | 2                                   | 3                                   | 2                                   | 7                                   | 6                                   |
| 1991                                | Первый раунд                        | 6-е                                 | 4                                   | 2                                   | 1                                   | 1                                   | 10                                  | 4                                   |
| 1993                                | Чемпион                             | 1-е                                 | 7                                   | 5                                   | 2                                   | 0                                   | 14                                  | 4                                   |
| 1995                                | Первый раунд                        | 5-е                                 | 4                                   | 1                                   | 1                                   | 2                                   | 6                                   | 6                                   |
| 1997                                | Первый раунд                        | 5-е                                 | 4                                   | 2                                   | 1                                   | 1                                   | 5                                   | 2                                   |
| 1999                                | Первый раунд                        | 8-е                                 | 4                                   | 1                                   | 1                                   | 2                                   | 6                                   | 8                                   |
| 2001                                | Первый раунд                        | 5-е                                 | 4                                   | 2                                   | 1                                   | 1                                   | 7                                   | 7                                   |
| 2003                                | 3-е место                           | 3-е                                 | 7                                   | 3                                   | 3                                   | 1                                   | 11                                  | 10                                  |
| 2005                                | 4-е место                           | 4-е                                 | 7                                   | 2                                   | 1                                   | 4                                   | 6                                   | 8                                   |
| 2007                                | 3-е место                           | 3-е                                 | 9                                   | 5                                   | 3                                   | 1                                   | 16                                  | 5                                   |
| 2009                                | 4-е место                           | 4-е                                 | 7                                   | 4                                   | 2                                   | 1                                   | 11                                  | 6                                   |
| 2011                                | 5-е место                           | 5-е                                 | 9                                   | 3                                   | 2                                   | 4                                   | 12                                  | 15                                  |
| 2013                                | Первый раунд                        | 8-е                                 | 4                                   | 0                                   | 3                                   | 1                                   | 3                                   | 4                                   |
| 2015                                | 6-е место                           | 6-е                                 | 9                                   | 2                                   | 3                                   | 4                                   | 10                                  | 15                                  |
| 2017                                | 4-е место                           | 4-е                                 | 9                                   | 4                                   | 2                                   | 3                                   | 12                                  | 12                                  |
| 2019                                | Первый раунд                        | 9-е                                 | 4                                   | 0                                   | 0                                   | 4                                   | 4                                   | 8                                   |
| Итого                               | 1 титул                             | 18/18                               | 111                                 | 42                                  | 33                                  | 38                                  | 154                                 | 137                                 |

## Достижения
Чемпионат мира (до 17 лет)
- 4-е место (2): 2003, 2009

Чемпионат Южной Америки (до 17 лет)
- Победитель: 1993
- 2-е место: 2007
  - 3-е место (2): 1998, 2003
  - 4-е место (3): 2005, 2009, 2017

Боливарианские игры
- Победитель (3): 1997, 2005, 2013
- Второе место (2): 1993, 2001

Южноамериканские игры
- Победитель (3): 1994, 2010, 2014